# Амиши
Амиш је припадник конзервативне хришћанске групе у Северној Америци, познате као Стари ред амишке менонитске цркве.Познати су по свом једноставном начину живота, обичној одјећи, и опирању да прихвате многе погодности савремене технологије и начина живљења.

## Историја
Амиши су припадници конзервативне хришћанске групе у Сјеверној Америци, познате као Стари ред амишке менонитске цркве. Историја амишке цркве је почела 1693. године одвајањем у Швајцарској једне групе швајцарских и алзашких анабаптиста менонита предвођене Јакобом Аманом. Они који су пошли за Аманом су познати као Амиши.
Покрет Амиша Менонита одваја се од швајцарског братства у 16. вијеку. Припадници швајцарског братства су били анабаптисти. Анабаптист значи „онај који се поново крстио“ - мислећи на оне који су крштени када су били дјеца, а касније су прихватили веровање у „крштење вјерника“, па су се крстили опет као одрасли. Покрет Амиша своје име носи од Јакоба Амана (1656—1730), вође швајцарских Менонита. Аман је вјеровао да су се Менонити удаљавали од својих вјеровања и учења. Он је практиковао строжу црквену дисциплину и стриктније одбијање оних који се нису придржавали правила. Неке од мјера су биле да супружници, ако се не придржавају правила, одбијају да једу заједно, док се супружник који је згријешио није покајао. Овај строги режим је био главни разлог подјеле Менонита на оне који су пратили Амана и оне који нису. Они који су пратили Амана постали су познати као Амиши или Амиши Менонити. Због овога се Амиши и Менонити доводе у везу.
Амиши су мигрирали у Пенсилванију у 18. вијеку као дио веће миграције из Палатината и оближњих подручја. Ова миграција је била реакција на религијске ратове, сиромаштво и верске прогоне у Европи. Прво су се доселили у Беркс, али су се касније раселили, већи део је отишао у Ланкастер, док су друге групе отишле у Алабаму, Делавер, Илиноис, Индијану, Канзас, Кентаки, Мичиген, Минесоту, Мисисипи, Мисури, Монтану, Небраску, Њујорк, Охајо, Мериленд, Тенеси, Висконсин, Мејн и Онтарио.
Већина амишких заједница које су основане у Сјеверној Америци нису одржали амишки идентитет. Првобитна скупина се подијелила што је довело до губитка идентитета у 1860-им годинама. Тада су направили скуп у Охају, гдје се дискутовало како да се боре са притисцима модерног друштва. Ту су се опет подијелили на Амише Меноните (пришло им је 2/3 Амиша) и на стари ред Амиша (окупио је традиционалисте). Амиши Менонити су се почетком 20. века ујединили са Менонитском црквом.

## Религија
Два главна концепта за разумијевање амишких обичаја су њихово одбијање „хошмута“ (понос, ароганција, охолост) и велика вриједност коју полажу на „демут“ (понизност) и „геласенхејт“ (смиреност, прибраност, благост), често превођено као потчињеност. Геласенхејт је вјероватно лакше разумјети као опирање да се напредује, самопромовисање или истицање. Воља Амиша да се подвргну „вољи Исуса“, испољена кроз групне норме, је у спору са индивидуализмом који је центар широј америчкој култури. Оријентација амишког анти-индивидуализама је мотив за одбијање технологија које потчињавају рад, односно које могу да ослабе зависност од заједнице. Модерне иновације као што су струја могле би подстаћи такмичење за статус имовине, или би фотографије могле гајити личну сујету.

## Начин живота
Амишке породице и заједнице су познате по примитивном начину живота. Амиши вјерују да су веће породице благослов од Бога. Правила Амиша дозвољавају вјенчања само између припадника њихове цркве. Старије генерације не иду у старачки дом, већ остају код куће. Припадници старог реда Амишке цркве су познати по избјегавању одређених модерних технологија и живе без електричних уређаја и других погодности.
Имати дјецу и подићи их, као и дружење са комшијама и родбином су најважније функције породице Амиша. Породица има ауторитет над индивидуалцем кроз читав живот. Лојалност родитељима, баби и деди, као и другој родбини може се промјенити током времена, али се неће никада прекинути. Породица даје члану статус у оквиру куће и заједнице. Особа је више члан породице него индивидуалац. Сваки члан има посао, позицију, одговорност и статус. Сви се третирају једнако, али жене имају другачије послове од мушкараца. Амиши много времена посвећују образовању дјеце. Иако формално образовање завршава са 8. разредом, онда се тренирају за њихове задатке као одрасле. Дјечаци раде са својим очевима на пољима, амбарима и у другим спољним објектима. Дјевојке раде у кући и башти, заједно са мајкама. Што се тиче вјенчања, обично се одржавају уторком и четвртком у новембру или почетком децембра, послије жетве.

## Језик
Уз енглески, већина старог реда Амиша говори карактеристичним њемачким дијалектом који се зове пенсилванијски њемачки, односно како се чешће зове, пенсилванијски холандски. Тај језик води корјене из палатинатског њемачког из 18. вијека. Такође је велики утицај имао амерички енглески, нарочито на вокабулар. Иако се овим језиком сада служе углавном припадници старог реда Амиша и старог реда Менонита, прије су га користили многи њемачко-амерички имигранти у Пенсилванији и околним подручјима, поготово око 1800-их година. Такође има велики број заједница које говоре различите верзије швајцарско-њемачког. Новије генерације у појединим заједницама иду ка томе да говоре више енглески језик (рођени послије 1960-их), док све остале групе говоре пенсилванијским њемачким и швајцарско-њемачким. У различитим мјестима има разлике у нарјечју.

## Исхрана
Кухиња Амиша је позната по својој једноставности и традиционалним квалитетима. Храна игра важну улогу у социјалном животу Амиша и посебно се спрема на свадбама, растанцима и другим догађајима. Велики део своје хране продају у маркетима укључујући пите, конзервисану храну, хљебове, киселе производе, десерте итд. Многе Амишке заједнице су такође отвориле ресторане за посјетиоце. Чести састојци у њиховим јелима су кукуруз, боровница, сјеменке сунцокрета, бундева, хикори орах и окра.

## Становништво
Пошто се становници не крсте прије 18 година и дјеца се не броје у број чланова заједнице, тешко је одредити тачан број Амиша. Грубе процјене из различитих истраживања су довели до бројева од 125.000 у 1992; 166.000 у 2000; 221.000 у 2008. Ипак, од 1992. до 2008, популација је порасла за 84% (3,6% годишње). Током тог периода они су основали 184 насеобине и раселили се у 6 нових америчких држава. У 2000. години, 185.620 чланова старог реда Амиша је становало у САД, од чега су 73.609 били чланови цркве (крштени одрасли). Амиши су једна од најбрже растућих популација у свијету, са просјечно 7 дјеце по породици 1970-их, међутим до 2010-их стопа фертилитета је пала на 5,3. Највећа популација старог реда Амиша је у Охају (55.000), затим Пенсилванији (51.000), па Индијани (38.000). Због наглог раста становништва у заједницама Амиша, формирају се нова насеља да обезбједе довољно обрадиве земље. Други разлози за нова насеља су лоцирање изолованих подручја која подржавају њихов стил живота, пресељавање у подручја са културама погодним за њихов начин живота, одржавати непосредну близину према породици и другим групама Амиша, а некад и ријеше путање цркве или сукоба о власти.

## Здравље
Амишке популације имају већи број случајева одређених генетских поремећаја, укључујући патуљасти раст и разне метаболичке поремећаје, као и чудну расподјелу крвних група. Амиши представљају генетски затворене заједнице. Иако Амиши немају већу учесталост генетских поремећаја од опште популације, пошто скоро сви Амиши потичу од 200 оснивача из 18. вијека, одређени генетски поремећаји су чешћи, због међусобног размножавања блиских сродника у изолованим подручјима. Неки од ових поремећаја су веома уникатни и ријетки, али озбиљни у тој мјери да повећају стопу смртности код дјеце. Већина Амиша прихвата ово као „вољу Божију“, одбијају да користе превентивне генетске тестове код ступања у брак и генетска тестирања нерођене дјеце при откривању генетских поремећаја. Ипак, Амиши пристају да помажу у истраживању генетских болести, као што су Алцхајмерова болест, Паркинсонова болест и макуларна дегенерација.

## Живот Амиша у савременом добу
Како је вријеме пролазило, Амиши су осјетили притисак модерног свијета. Проблеми као опорезивање, школовање, закон и његово спровођење, и повремена дискриминација и непријатељство, су области са којима се суочавају. Амишки начин живота се знатно разликује од оног у модерном друштву. Повремено, ово је резултовало у мјестимичној дискриминацији од стране њихових комшија. Амиши обично не школују дјецу послије осмог разреда, вјерујући да је знање које је понуђено до тог периода довољно да их припреми на Амишки начин живота. Амиши имају обавезу плаћања пореза на имовину. Пошто не посједују моторна возила, не морају да плаћају регистрацију возила или да троше новац на куповину горива.